# Мужчины с Марса, женщины с Венеры
Мужчины с Марса, женщины с Венеры (англ. Men Are from Mars, Women Are from Venus) — книга по популярной психологии за авторством Джона Грэя, опубликованная в мае 1992 года. Издавалась на многих языках и была бестселлером. Критики указывают на то, что в книге человеческая психология упрощается до стереотипов.
В основе подхода к отношениям полов в книге используется, как метафора, предположение, что мужчины и женщины настолько различны, что их можно считать выходцами с двух разных планет. Грэй использует подобную метафору — римского бога Марса и богини Венеры, как выраженные стереотипы мужчины и женщины соответственно.

## Описание
В противоположность многим психологам, которые больше обращают внимание на схожесть между полами, Грэй акцентирует внимание именно на различиях. В качестве примера им приводится такая проблема: женщинам кажется, что мужчины не умеют слушать. По его мнению, это происходит из-за того, что в трудную минуту женщине нужно выговориться, от мужчины она хочет получить поддержку и признание того, что её трудности значимы. Мужчина же торопится тут же найти решение проблемы, вместо того, чтобы внимательно выслушать. Другая приводимая им проблема: мужчинам кажется, что женщины стараются переделать их, любят «пилить» и давать рекомендации. Например, когда мужчине не удается выполнить какую-то задачу самостоятельно, женщина считает, что должна помочь и начинает давать советы. Но мужчина, как утверждается автором, в этом видит не помощь, а недоверие к собственным способностям, ведь для мужчин важно всего достигать самостоятельно. Другие половые различия, затронутые в книге — «система баллов» у мужчин и у женщин, поведение в стрессовых ситуациях и т. д.